# Diógenes de Argos
Diógenes (em latim: Diogenes) foi um filósofo de meados do século IV. Era nativo de Argos, na Grécia. Segundo a epístola 198 do imperador Juliano, o Apóstata (r. 361–363), Diógenes e Lamprias informaram-lhe que sua cidade não podia pagar as contribuições ao festival realizado em Corinto como havia sido feito nos sete anos anteriores (talvez ca. 355-362). Eles são descritos como filósofos distintos que, em geral, fugiam as honras e recompensas da vida pública, mas quando necessário assumiram encargos curiais e gastaram livremente de seus próprios recursos.